# Dichaetophora magnidentata
Dichaetophora magnidentata är en tvåvingeart som först beskrevs av Lee 1964.  Dichaetophora magnidentata ingår i släktet Dichaetophora och familjen daggflugor. Inga underarter finns listade i Catalogue of Life.